# بلانكمان (فلم)
بلانكمان (بالإنجليزية: Blankman) فيلم كوميدي خارق أمريكي تم إصداره عام 1994 من إخراج مايك بيندر و بطولة دامون وايانز ، ديفيد آلان جرير. و تأليف دامون وايانز ، جاي إف. لوتون. تلقى آراء سلبية من النقاد وكان خيبة أمل في شباك التذاكر.

## روابط خارجية
مقالات تستعمل روابط فنية بلا صلة مع ويكي بيانات